# ساموئل الیوت موریسون
ساموئل الیوت موریسون(به انگلیسی: Samuel Eliot Morison) (زاده ۱۹۷۶- مرگ ۱۸۸۷) تاریخ‌نگار آمریکایی که قسمت قابل توجهی از کتابهایش در مورد تاریخ دریانوردی است. او دانش‌آموخته تاریخ از دانشگاه هاروارد در سال ۱۹۱۲ است و بیش از چهل سال در دانشگاه‌های آمریکا به تدریس مشغول بود. او برای کتابش در مورد کریستف کلمب برنده جایزه پولیتزر شد. در سال ۱۹۴۲ توسط فرانکلین روزولت برای نگارش تاریخ جنگ‌های دریایی آمریکا در جنگ جهانی دوم انتخاب شد و نتیجه پژوهشش در ۱۵ جلد در بین سال‌های ۱۹۴۷ تا ۱۹۶۲ منتشر کرد.